# استان دوارته
استان دوارته (به لاتین: Duarte Province) یک استان در جمهوری دومینیکن است.
مساحت این استان ۱٬۶۰۵٫۳۵ کیلومتر مربع و جمعیت آن در سال ۲۰۱۴ میلادی ۳۳۸٬۶۴۹ نفر می‌باشد.